# 1927-es vívó-világbajnokság
Az 1927-es vívó-világbajnokság – eredetileg Európa-bajnokságként – a hatodik világbajnokság volt a vívás történetében, és Vichyben, Franciaországban rendezték meg. Három versenyszámban avattak világbajnokot.
A Nemzetközi Vívószövetség (FIE) 1937-ben ismerte el világbajnokságokként az Európában 1921-től 1936-ig évente megrendezett nemzetközi vívóbajnokságokat, így lett utólag ez a verseny a hatodik világbajnokság.

## Éremtáblázat
*   Rendező nemzet
  *   Magyarország
| Helyezés | Nemzet        | Arany | Ezüst | Bronz | Összesen |
| -------- | ------------- | ----- | ----- | ----- | -------- |
| 1.       | Franciaország | 1     | 2     | 0     | 3        |
| 2.       | Magyarország  | 1     | 1     | 1     | 3        |
| 3.       | Olaszország   | 1     | 0     | 1     | 2        |
| 4.       | Belgium       | 0     | 0     | 1     | 1        |
| Összesen | Összesen      | 3     | 3     | 3     | 9        |

## Eredmények

### Férfi
| Versenyszám      | Arany                           | Ezüst                             | Bronz                             |
| ---------------- | ------------------------------- | --------------------------------- | --------------------------------- |
| Tőr egyéni       | Oreste Puliti · Olaszország     | Philippe Cattiau · Franciaország  | Gioacchino Guaragna · Olaszország |
| Párbajtőr egyéni | Georges Buchard · Franciaország | Fernand Jourdant · Franciaország  | Xavier De Beukelaer · Belgium     |
| Kard egyéni      | Gombos Sándor · Magyarország    | Tersztyánszky Ödön · Magyarország | Glykais Gyula · Magyarország      |